# Cardiomya pinna
Cardiomya pinna is een tweekleppigensoort uit de familie van de Cuspidariidae. De wetenschappelijke naam van de soort is voor het eerst geldig gepubliceerd in 1908 door Verco.